# Ján Botto
Ján Botto (27. ledna 1829, Vyšný Skálnik, Malohont, Gemersko - Malohontská župa, Uhersko – 28. dubna 1881, Banská Bystrica) byl slovenský romantický básník, autor balad a pověstí inspirovaných lidovou poezií. Ve své tvorbě užíval pseudonym Janko Maginhradský a jiné.

## Životopis
Narodil se v zemědělské rodině otci Silvestrovi Bottovi a matce Zlatici jako druhorozený syn. Matka mu zemřela, když mu bylo pouhých třináct let. Jeho první škola byla evangelická lidová škola v Nižném Skálníku v Malohontě, byla to jednoduchá jednotřídka s nekvalifikovaným učitelem a splňovala jen nenáročnou úlohu: naučit nejzákladnější vědomosti. Janka Bottu tato škola nijak neuspokojovala a rád chodil za školu. Díky svému nadání a postavení rodičů se rozhodl odejít za vzděláním jinam. Na rodinném hospodářství pracoval jeho o jedenáct let starší bratr Michal. Studovat odešel na latinskou školu do Oždian. V Ožďanech mnoho získat nemohl, byl to typ tehdejších latinských škol s primitivní metodou mechanického učení. Dne 9. září v roce 1843 se zapsal na evangelické lyceum v Levoči. Už tehdy byl absolventem 6. ročníku gymnázia. V Levoči ukončil dva nejvyšší gymnaziální ročníky, resp. stupně: rétoriku a filosofii.
Po studiích v Levoči se Botto rozhodl pro tehdy méně typické zaměstnání, inženýr-zeměměřič. Studium začal v Pešti roce 1847 a zapsal se na zdejší techniku. Za revolučních okolností pohotově přeložil báseň Nemzeti dal (slovensky: Národná pieseň) a dal jí název Pochod. Báseň měla velký úspěch a šířila se v opisech, dokud ji nezabavila uherská policie. Jejího překladatele policisté nenašli, odešel na nějakou dobu zpět do svého rodiště. Ján Botto jezdil na prázdniny domů za otcem. Během prázdnin v roce 1850 se vydal na praxi ke krajskému zeměměřiči Ladislavu Horváthovi do katastru obcí Ožďany a Husiná. Pokračoval v letním semestru 1851 a složil rigorózní zkoušky a získal titul.
V roce 1853 byl na podkladě řádné smlouvy přijat k zeměměřičskému podnikateli Františku Filovi na práce v Turci, jimiž se Ján Botto zabýval v Martině až do ukončení prací v roce 1854. Poté byl dlouhou dobu bez zaměstnání. To působilo na Jána Bottu velmi špatně, a proto už v roce 1855 odešel k inženýrovi Bauerovi do Zvolena. Zde pobýval do června a od prvního srpna 1856 pracoval u Jána Luptáka až do roku 1858. Ján Botto usiloval o zaměstnání na správě dolů, lesů a majetku v Banské Štiavnici, ale nebyl úspěšný. Znovu pobýval v Martině až do roku 1860. Začátkem roku převzal v Banské Bystrici samostatné práce správy katastrů obcí Počúvadlo, Dekýš, Vysoká, Banský Studenec, Žakýľ, Teplá a v okolí Banské Štiavnice. Od prvního května zde bydlel a setkal se zde se svým dávným kamarádem a spolužákem z Levoče Pavlem Dobšinským, který působil jako profesor na štiavnickém lyceu. Dva členové levočské Jednoty se po letech korespondence opět setkali. Pavol Dobšinský začal vydávat časopis Sokol. Ke zklamání obou přátel Pavol Dobšinský po dvou školních letech odešel na chudou venkovskou faru.
Ján Botto 10. června 1861 poslal hotovou Smrť Jánošíkovu Jozefovi Viktorínovi do druhého ročníku almanachu Lípa, kde v roce 1862 tato báseň poprvé vyšla. Na konci roku 1868 dostal Ján Botto od panstva v Banské Bystrici zakázku na rozsáhlé práce na Horehroní a ke konci roku 1870 se natrvalo usadil v Banské Štiavnici. Rok před smrtí sesbíral básník téměř všechna svoje díla do Spevov, kde představil inovovanou, resp. jen pozměněnou Smrť Jánošíkovu. Rok na to zemřel v Banské Štiavnici na srdeční slabost .

## Charakteristika
Ján Botto patří společně se Samo Chalupkou, Andrejem Sládkovičem a Jankem Kráľem mezi vynikající slovenské básníky období literárního romantismu. Byl nejmladším štúrovským básníkem, jako jediný z nich nestudoval v Bratislavě, nezúčastňoval se práce Ústavu řeči a literatury československé a ani není známo, zda se někdy s Ľudovítem Štúrem osobně setkal. Setkal se však s myšlenkami bratislavské mládeže v Levoči pod vedením Jána Francisciho a svými díly se zařadil mezi nejlepší básníky Štúrovy básnické školy. Celý život sledoval pozorně slovenské národní a kulturní úsilí a podporoval je. Agitoval a sbíral peníze na Matici slovenskou. Příspěvkem dvě stě zlatých se stal zakladatelem a patronem revúckého slovenského gymnázia.

## Vliv štúrovců
Jednou z nejdůležitějších a nejpodstatnějších věcí, které ho velmi ovlivnily, bylo právě studium v Levoči. Ještě v roce 1832 založili v levočském lyceu podle bratislavského vzoru Slovenskou společnost, ve které si národně uvědomělí studenti doplňovali vědomosti hlavně ze slovenské gramatiky, literatury a historie. Učili se samostatně vystupovat, na společná zasedání přinášeli vlastní naučné a beletristické práce a sami si je vzájemně posuzovali. Většinou se zaobírali poezií. To také vysvětluje Bottův pozdější vztah k poezii a jeho zaměření na básnické skladby, nicméně básnicky se začal projevovat už v Levoči.

## Předrevoluční léta 1840–1847
Tato společnost vydala v roce 1840 výběr ze své poezie v almanachu Jitřenka. Téměř okamžitě byl almanach zakázán, kvůli slovanskému charakteru básní, maďarským tiskem. Výsledkem této události byl zákaz slovenských společností na všech vyšších školách kromě Bratislavy, Levoče a Banské Štiavnice. V roce 1843 zbavil bratislavský církevní konvent Ľudovíta Štúra funkce zástupce profesora Katedry řeči a literatury československé. Na protest opustilo bratislavské lyceum dvacet studentů. Třináct jich odešlo do Levoče, neboť tamější lyceum bylo prakticky ve slovenských rukou. Se studenty z Bratislavy odešel i Štúrův spolupracovník Ján Francisci. Ján Francisci měl na Jána Bottu velký vliv, který kromě jiného sbíral s Pavlem Dobšinským slovenské lidové písně a pohádky. Ján Botto také začal sbírat lidovou slovesnost, což se pak odrazilo i v jeho tvorbě. Jeho sbírka pověstí vyšla u Pavla Dobšinského. I po posílení Společnosti bratislavskými studenty bylo její postavení nadále velice nejisté, dokud ji v roce 1845 opravdu definitivně nezakázali. Ján Francisci v Levoči zůstal a sdružil slovenskou mládež do soukromé Jednoty mládeže slovenské. Mladý Ján Botto se už jako šestnáctiletý člen této Jednoty zřekl pití a kouření. Takovéto vlastenecké spolky působily i v jiných slovenských městech a všechny se posléze sdružily do celonárodní Jednoty mládeže slovenské pod vedením Francisciho až do revolučního jara roku 1848, kdy Jednota zanikla. V roce 1846 se Ján Botto zúčastnil založení rukopisného časopisu levočských studentů Holubica s přílohou Sokol.

## Tvorba
Ján Botto byl reprezentativním básníkem Jednoty a zde se ukázalo Bottovo nadání, když přispíval do studentských rukopisných zábavných listů Život, Holubica a Pováží. Do časopisů přispíval pod pseudonymem Janko Maginhradský (Janko Maginhradski). Tento pseudonym si vybral podle vrchu nad svým rodištěm. Jeho básnické začátky spadají do období, kdy slovenský literární romantismus nabyl vyhraněnější podobu. Hlásil se k Francisciho ideově-uměleckému programu a usilovně tvořil. Až do svého odchodu z Levoče roku 1847 patřil mezi nejusilovnější účastníky Jednoty. Mezi svými tehdejšími studentskými druhy byl patrně vůbec nejplodnější a nejnadanější. Jeho první tištěná báseň Hrob vyšla v časopisu Orol tatranský. Prvotiny publikoval v rukopisných zábavnících levočského lycea (Život, Holubica, Pováží), později přispíval do literárních časopisů Sokol a Orol.
Čerpal z lidové poezie, jejích námětů, obraznosti a symboliky. Obraz současného Slovenska promítal do alegorického světa pověstí, svým pohádkovým námětů dával vlastenecký podtext. Přes postavu lidového hrdiny se vyslovoval k dobovým problémům a situacím v národním životě, aktualizoval lidové tradice a zvýraznil v nich hodnoty živé i v tomto období. Z lidových tradic si vzal náměty pro balady, které nijak neaktualizoval, ale plně respektoval postupy a schémata baladického žánru. Inspiroval se také slovenskou národní poezií, kterou volněji adaptoval. Největší úspěch dosáhl básní Smrť Jánošíkova (česky: Smrt Jánošíkova).
Vyslovoval se i k aktuálním dobovým otázkám, zaujímal k nim postoje a společensky se angažoval. Psal vlastenecké a příležitostné básně, ve kterých reagoval na důležité události v národním životě. Vzdal v nich i hold významným osobnostem národní kultury – Jánu Kollárovi a Andreji Sládkovičovi. Kromě vlastní tvorby a sbírání lidové slovesnosti též překládal ze slovanské a maďarské poezie.

## Dílo

### Alegorické skladby
- 1846 – Svetský víťaz
- 1846 – Povesti slovenské
- 1846 – Báj na Dunaji
- 1847 – K mladosti
- Poklad Tatier
- Obraz Slovenska

### Balady
- Dva hroby
- Z vysokých javorov lístočky padajú
- Tajný šuhaj
- Práčka na Rimave
- Rimavín
- Žltá ľalia
- Ctibor
- Margita a Besná
- Lucijný stolček

### Vlastenecké a příležitostné básně
- Vojenské piesne
- Duma nad Dunajom
- K holubici
- Ohlas na „Hlas z Martina“, 6. lipeň
- 1861 – Ku dňu 6. júna (vítání martinského memorandového shromáždění)
- 4. august 1863, při příležitosti vzniku Matice slovenské
- Nad mohylou J. Kollára
- Dumka na blahú pamäť Sládkovičovu
- Nad hrobom Sládkovičovým pri sadení lipy
- K hodom Slávy
- 12. január 1870
- Vrahom
- vítal Memorandum, založení MS, Knihtiskařského učeného spolku, pozdravil Slovanský sjezd v Moskvě, vyslovil rozhořčení nad uzavřením slovenského gymnázia v Revúci

### Skladby
- 1846 – Pieseň Jánošíkova
- 1858 – Krížne cesty
- 1862 – Smrť Jánošíkova
- o Alžbete Báthoryčke – zůstala v rukopisu

### Lidové pověsti
- 1846 – Báj na Dunaji
- Báj Maginhradu
- Báj Turca
- Povesť bez konca

### Další tvorba
- 1880 – Spevy Jána Bottu, soubor jeho poezie
- Ohlas ukrajinskej dumky
- Krakoviaky
- Pochod juhoslovanský
- Ohlas srbskej piesne
- Čachtická pani